# Cửa ô Paris

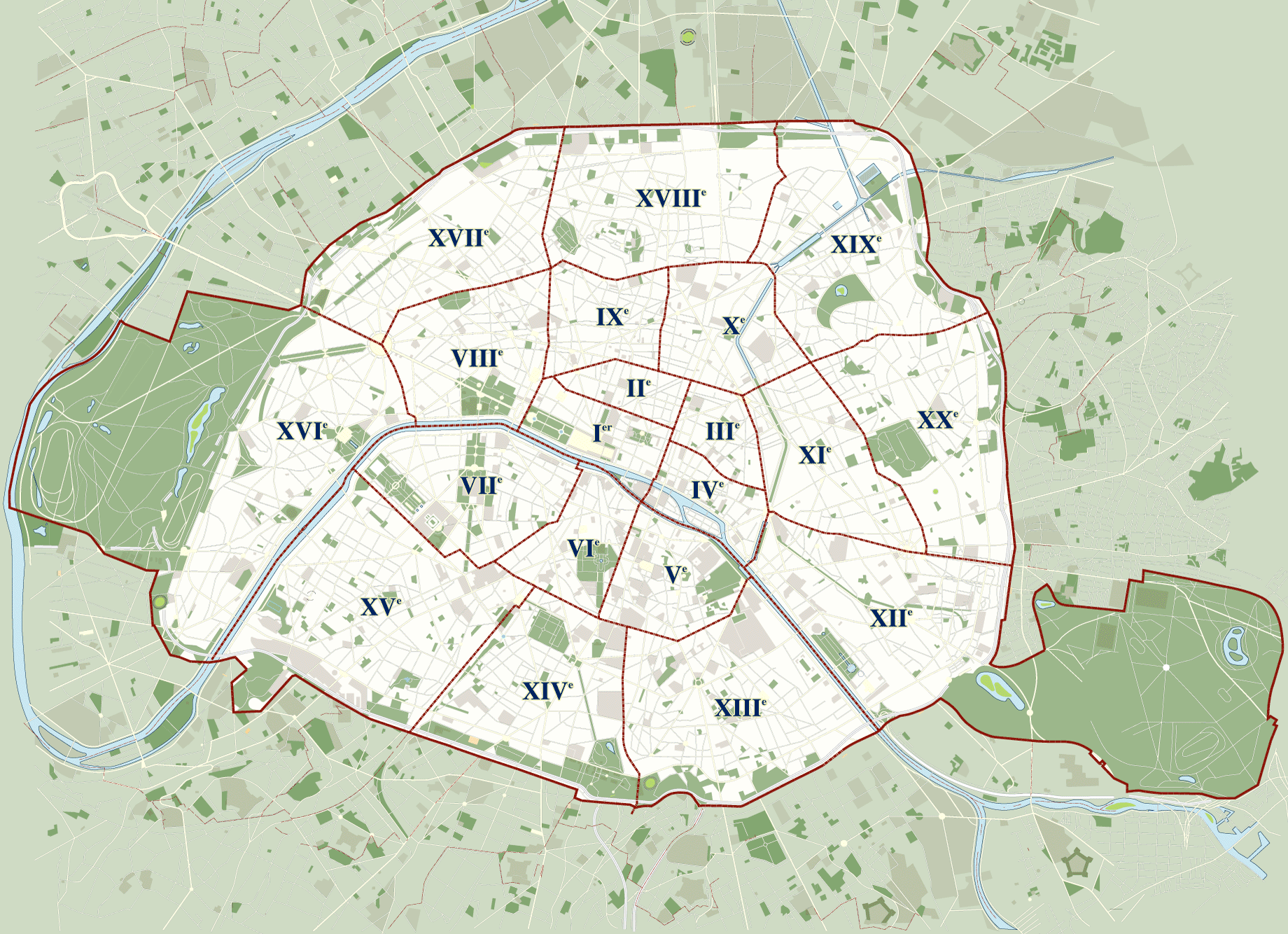
Các quận của Paris hiện nay

Cửa ô Paris là các lối vào thành phố Paris nằm trên con đường vành đai bao quanh thành phố. Trải qua các thời kỳ lịch sử, Paris được mở rộng nhiều lần nên hiện nay còn cả dấu vết các cửa ô nằm bên trong thành phố.
Với cách phân chia quận của Paris hiện nay, chỉ có các quận 12, 13, 14, 15, 16, 17, 18, 19, 20 mới có cửa ô.

## Các cửa ô Paris hiện nay

### Đông Bắc

#### Quận 18
- Cửa ô Chapelle: Quốc lộ 1, Đường cao tốc A1

#### Quận 19
- Cửa ô Aubervilliers: Quốc lộ 301
- Cửa ô Villette: Quốc lộ 2
- Cửa ô Pantin: Quốc lộ 3
- Cửa ô Chaumont
- Cửa ô Brunet
- Cửa ô Pré-Saint-Gervais
- Cửa ô Lilas

### Đông

#### Quận 20
- Cửa ô Lilas
- Cửa ô Ménilmontant
- Cửa ô Bagnolet: Đường cao tốc A3
- Cửa ô Montreuil: Quốc lộ 302

#### Quận 12
- Cửa ô Vincennes: Quốc lộ 34
- Cửa ô Jaune
- Cửa ô Saint-Mandé
- Cửa ô Montempoivre
- Cửa ô Dorée hay Picpus
- Cửa ô Reuilly
- Cửa ô Charenton: Quốc lộ 6
- Cửa ô Bercy: Đường cao tốc A4

### Nam (tả ngạn)

#### Quận 13
- Cửa ô Gare
- Cửa ô Vitry
- Cửa ô Ivry
- Cửa ô Choisy: Quốc lộ 305
- Cửa ô Italie: Quốc lộ 7
- Cửa ô Peupliers

#### Quận 14
- Cửa ô Gentilly
- Cửa ô Arcueil
- Cửa ô Orléans: Quốc lộ 20
- Cửa ô Montrouge
- Cửa ô Châtillon
- Cửa ô Didot
- Cửa ô Vanves

#### Quận 15
- Cửa ô Brancion
- Cửa ô Plaisance
- Cửa ô Plaine
- Cửa ô Versailles
- Cửa ô Issy
- Cửa ô Sèvres

### Tây

#### Quận 16
- Cửa ô Point-du-Jour
- Cửa ô Saint-Cloud: Quốc lộ 10
- Cửa ô Molitor
- Cửa ô Boulogne
- Cửa ô Hippodrome
- Cửa ô Auteuil: Đường ô tô A13
- Cửa ô Passy
- Cửa ô Muette
- Cửa ô Dauphine
- Cửa ô Seine
- Cửa ô Madrid
- Cửa ô Saint-James
- Cửa ô Neuilly
- Cửa ô Sablons

### Tây Bắc

#### Quận 17
- Cửa ô Maillot: Quốc lộ 13
- Cửa ô Ternes
- Cửa ô Villiers
- Cửa ô Champerret
- Cửa ô Courcelles
- Cửa ô Asnières
- Cửa ô Clichy
- Cửa ô Pouchet

#### Quận 18
- Cửa ô Saint-Ouen
- Cửa ô Montmartre
- Cửa ô Clignancourt: Quốc lộ 14
- Cửa ô Poissonniers

## Các cửa ô Paris cũ
- Cửa ô Saint-Denis
- Cửa ô Saint-Martin
- Phố Fossés-Saint-Bernard
- Phố Fossés-Saint-Jacques
- Phố Fossés-Saint-Marcel

Sau việc xây dựng bức tường Fermiers généraux năm 1785, các cửa ô Paris được mang tên "barrière" (ba-ri-e hay hàng rào) cho tới năm 1860:
barrière de la Villette, barrière du Trône, barrière d'Italie...